# Testa umana
In araldica la testa umana compare generalmente di fronte, tranne la testa di moro che si pone abitualmente di profilo rivolta a destra.
A volte la testa umana può avere anche la barba, essa si blasona come "barbuta".

D'azzurro, alla testa umana di carnagione, crinita e barbuta di nero (Barberino di Mugello)[1]
Troncato: nel primo d'azzurro, alla testa umana, al naturale, posta di profilo; nel secondo, d'oro, al ponte di due archi di rosso, murato di nero, movente da una riviera al naturale (Cecina)
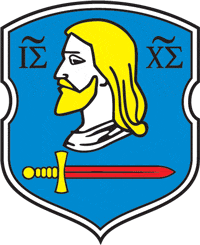
Testa umana al naturale, capelluta e barbuta d'oro, rivolta a destra (Vicebsk, Bielorussia)
Testa umana con cappello nero, rivolta a destra (Maków Mazowiecki, Polonia)